# 何乃民
何乃民（1902年—1966年），又名何瑛、何然，男，浙江义乌人，中国汽车工程专家、汽车工程教育家，曾任交通部科学研究院研究员。